# Alliance du 14-Mars
L’Alliance du 14-Mars 2005  (arabe : تحالف 14 آذار , romanisé :  taḥāluf 14 ādhār ), ainsi nommée d'après la date de la révolution du Cèdre est une coalition de partis politiques libanais unis par leur position anti-syrienne, et par leur opposition à l'Alliance du 8-mars. Elle était dirigée par Saad Hariri, Walid Joumblatt et Samir Geagea, ainsi que par d'autres personnalités de premier plan. Cette coalition s'est formée à la suite de l'assassinat, le 14 février 2005, de l'ancien Premier ministre Rafiq Hariri.

## Historique
Ces forces constituaient avant les élections législatives de mai-juin 2005 l'opposition à l'influence syrienne sur le Liban. La représentation parlementaire de l'Alliance à la Chambre des députés est appelée « bloc du 14-Mars ».
L'appellation « 14-Mars » fait référence à la date de la grande manifestation qui a regroupé à Beyrouth plus de 1,3 million de Libanais réclamant le retrait des troupes syriennes du pays et la pleine lumière sur l'assassinat de Rafiq Hariri.
Les partis et mouvements politiques qui appartiennent à cette alliance sont les suivants :
- le Courant du futur, dirigé par le député sunnite de Beyrouth Saad Hariri ;
- les Forces libanaises (FL) dirigées par l’ancien chef de milice chrétienne Samir Geagea ;
- le parti Kataëb dirigé par le député Samy Gemayel ;
- le Mouvement de la gauche démocratique représenté par le député Elias Atallah et auquel appartenait le journaliste assassiné Samir Kassir ;
- le Mouvement du renouveau démocratique dirigé par l’ancien député Nassib Lahoud ;
- le rassemblement de Kornet Chehwane regroupant diverses personnalités dont la ministre Nayla Moawad, les députés Boutros Harb et Samir Frangié et le journaliste et député assassiné Gébrane Tuéni.

Le Courant patriotique libre du général Michel Aoun prend part à la révolution du Cèdre jusqu'à la manifestation du 14 mars mais s'éloigne progressivement de l'Alliance à la suite des dissensions créées par les alliances électorales de 2005. Le CPL reproche à l’Alliance de ne pas se soucier des interférences extérieures autres que syriennes (émanant notamment des puissances occidentales et de l'Arabie saoudite) et de perpétuer l’ordre communautaire traditionnel au détriment de la laïcité. Il quitte l'Alliance du 14-Mars et se rallie à l'Alliance du 8-Mars le 6 février 2006.

## Revendications
Les positions politiques principales défendues par l’Alliance du 14-Mars étaient ou sont les suivantes :
- le rejet de l'influence syrienne sur la politique du Liban ;
- l’éviction du président de la République Émile Lahoud dont le mandat est jugé illégitime depuis sa prorogation sous diktat syrien en septembre 2004 ;
- la création d'une commission d'enquête internationale pour faire la lumière sur l'assassinat de l’ex-Premier ministre Rafiq Hariri ;
- la mise en place de relations diplomatiques avec la Syrie et le tracé de la frontière avec ce pays[6] ;
- le monopole de la détention des armes et de la décision de la guerre et de la paix entre les mains du gouvernement libanais, et par conséquent le désarmement du Hezbollah (l'armée restant sous le contrôle du Président et du général Michel Sleiman, et la gendarmerie sous le contrôle du Premier ministre).

## Évolution
Aux élections législatives de 2005, l’Alliance du 14-Mars remporte la majorité parlementaire avec 72 députés sur 128 (ramenée à 71 députés après la mort du député Edmond Naïm et son remplacement par le député indépendant Pierre Daccache). Cette majorité se rétrécit à 69 députés après la défection du député alaouite du Akkar Moustapha Hussein et aux assassinats des députés Pierre Amine Gemayel le 21 novembre 2006 et Walid Eido le 13 juin 2007. Les sièges de ces deux derniers sont comblés à la suite d'élections partielles qui ont eu lieu le 5 août 2007, le premier par Camille Khoury du Courant patriotique libre, le second par un membre du Courant du futur (donc de l’Alliance du 14-Mars).

## Fin de l'Alliance du 14 mars
En 2016, l'Alliance du 14 mars a mis fin à ses activités, sans qu'aucune annonce officielle ne soit faite concernant les raisons de sa fermeture. Lors des élections de 2018 , le Courant du Futur a décidé de conclure une alliance électorale avec le Courant patriotique libre dans les circonscriptions Nord III , Beyrouth I et Bekaa I, ce qui a provoqué une scission entre les alliés de longue date du 14 mars, le Courant du Futur et les Forces libanaises. En octobre 2018, Saad Hariri a promis d'attribuer le ministère de la Justice aux FL (Forces libanaises), mais il a finalement nommé le CPL (Courant patriotique libre) à ce poste ministériel. En octobre 2020, Samir Geagea a refusé de nommer Hariri pour former le gouvernement.
Après les élections de 2022 , l'Alliance du 14 mars a été remplacée par l'Opposition libanaise qui était formée par les Forces libanaises, le Parti socialiste progressiste, le Kataeb, le Bloc du renouveau et des députés indépendants souverains comme Mark Daou et Waddah Sadek.